# 니콜라이 코페르니쿠스
니콜라이 코페르니쿠스(Nicolaj Kopernikus, 본명: 니콜라이 크리스티안센(Nicolaj Christiansen), 1967년 8월 9일 ~ )는 덴마크의 배우, 성우, 텔레비전 배우이다. 글로스트루프 시에서 태어났다.

## 영화
- 어 케어테이커스 테일 (2011년)
- 악동 프레디 길들이기 (2011년)
- 칼라 앤드 조나스 (2010년)
- 카를라와 카트린 (2009년)
- 칼라의 소망 (2007년) - 라이프 역
- 저스트 라이크 홈 (2007년)
- 아일랜드 오브 로스트 소울 (2007년)
- 당신을 허락을 얻어 (2007년)
- 터질거야 (2006년)
- 다크 호스 (2005년)
- 인 유어 핸드 (2004년)
- 오케이 (2002년)
- 보이첵의 마지막 교향곡 (2001년)
- 더 벤치 (2000년)